# Dorrit Selbmann
Dorrit Selbmann (* 7. Mai 1975 in München) ist eine deutsche Juristin. Sie ist seit dem 27. August 2020 Richterin am Bundesgerichtshof.

## Leben und Wirken
Selbmann studierte Rechtswissenschaften an der Universität Augsburg. Danach arbeitete sie als wissenschaftliche Assistentin bei Monika Jachmann-Michel zunächst an der Friedrich-Schiller-Universität Jena und wurde nach deren Wechsel an die Universität Hamburg dort mit einer Arbeit über „Die Übertragung stiller Reserven bei Personengesellschaften nach § 6b EStG - Eine Norm zwischen Konstanz und Wandel“ zum Dr. iur. promoviert. Selbmann trat nach dem Abschluss ihrer juristischen Ausbildung 2004 in den Justizdienst des Freistaates Bayern ein und war zunächst bei der Staatsanwaltschaft München I tätig. Von 2005 bis 2009 war sie als wissenschaftliche Mitarbeiterin an das Bundesverfassungsgericht abgeordnet. Während dieser Zeit wurde sie 2006 zur Staatsanwältin ernannt. 2010 wechselte Selbmann in den Justizdienst des Landes Baden-Württemberg zur Staatsanwaltschaft Karlsruhe. 2012 erfolgte ihre Versetzung an das Amtsgericht Karlsruhe. Von 2012 bis 2015 war sie als wissenschaftliche Mitarbeiterin an den Bundesgerichtshof und anschließend von Juli 2015 bis März 2016 an das Oberlandesgericht Karlsruhe abgeordnet. 2017 wurde sie zur Richterin am Amtsgericht als weitere aufsichtsführende Richterin ernannt. 2018 wechselte sie als Richterin am Oberlandesgericht an das Oberlandesgericht Karlsruhe.
Das Präsidium des Bundesgerichtshofs wies Selbmann zunächst dem vornehmlich für Rechtsstreitigkeiten auf den Gebieten des Zwangsvollstreckungs- und des Insolvenzrechts sowie über Schadensersatzansprüche gegen Rechtsanwälte und steuerliche Berater zuständigen IX. Zivilsenat zu. Seit Oktober 2021 ist sie eine der beiden stellvertretenden Pressesprecherinnen des Bundesgerichtshofs.